# Gmina Gračišće
Gmina Gračišće (chorw. Općina Gračišće) – gmina w Chorwacji, w żupanii istryjskiej.

## Miejscowości i liczba mieszkańców (2011)
- Batlug - 127
- Bazgalji - 245
- Gračišće - 466
- Jakačići - 143
- Mandalenčići - 291
- Milotski Breg - 93
- Škopljak - 54